# Isla Fisher
Isla Lang Fisher (Mascate, 3 de fevereiro de 1976) é uma atriz, produtora,  dubladora e autora australiana, que começou sua carreira na televisão australiana. Ela nasceu em Omã e cresceu em Perth, Austrália. Famosa por seus papéis cômicos em filmes como Penetras Bons de Bico e Os Delírios de Consumo de Becky Bloom, Fisher é uma das atrizes australianas mais conhecidas da atualidade, além de autora Best-seller.

## Biografia
Fisher nasceu em Mascate, Oman, filha de Elspeth Reid e Brian Fisher. Seus pais são escoceses e, em seu nascimento, morou em Omã porque seu pai trabalhava como bancário para as Nações Unidas. Enquanto ela ainda estava em seus primeiros anos, eles se mudaram para Bathgate, na Escócia, e quando ela tinha seis anos de idade, mudaram-se novamente para Perth, Austrália, onde ela foi criada. Ela tem quatro irmãos, e diz que ela teve uma "grande" educação em Perth com uma "vida ao ar livre". Ela estudou em Methodist Ladies College e também na escola primária Walliston. Fisher apareceu em papéis principais em produções da escola, tais como Little Shop of Horrors.

## Carreira
Isla Fisher iniciou sua carreira aparecendo em comerciais na televisão australiana, aos nove anos de idade. Logo ela participou do filme Despertar do Demônio em 1987. Com 18 anos, com a ajuda de sua mãe, Isla publicou dois romances adolescentes, "Bewitched" e "Seduced by Fame" que viraram Best-seller, e uma entrevista em 2005, Fisher admitiu que se não tivesse sido bem sucedida como atriz, ela provavelmente teria sido uma escritora em tempo integral. 
Trabalhou ao lado da atriz Melissa Bell em 1993 na 1ª temporada soap opera australiana Paradise Beach, onde interpretou a jovem Robyn Devereaux, no entanto o reconhecimento viria ao viver a adolescente Shannon Reed na famosa soap opera australiana Home and Away de 1994 á 1997, performance que lhe rendeu o Logie Award de Most Popular Actress em 1996.
Aos sair da soap opera em 1997, Isla Fisher se matriculou na L'École Internationale de Théâtre Jacques Lecoq, um teatro e escola de formação artística em Paris e passou a aparecer em pantomima, teatro gestual através de mímicas, no Reino Unido. 
Em 2001, Fisher foi escalada como Kim no filme alemão de terror Um Grito Embaixo D'Água, onde dividiu a tela com o ainda não conhecido James McAvoy.
Em 2002, ela teve um papel na versão cinematográfica de Scooby-Doo como Mary Jane. O filme foi um sucesso por abrir as portas para mais adaptações cinematográficas de desenhos e animações. O longa contava com o elenco composto por Freddie Prinze Jr. interpretando Fred Jones, Sarah Michelle Gellar como Daphne Blake, Linda Cardellini como Velma Dinkley e Matthew Lillard como Shaggy Rogers, além de Neil Fanning performando a voz de Scooby-Doo. No filme a atriz Isla Fisher que é naturalmente ruiva, teve que ser caracterizada com uma peruca loira para seu personagem, pois Sarah Michelle Gellar teria que ser a única ruiva no filme.
Mesmo com o sucesso de Scooby-Doo, o sucesso para Isla Fisher viria em 2005 ao interpretar Gloria Cleary no filme Wedding Crashers ao lado da dupla de atores Vince Vaughn e Owen Wilson e da atriz Rachel McAdams. Seu icônico papel no filme como uma garota sexualmente agressiva, a faria ganhar reconhecimento no mercado cinematográfico americano, além de fazê-la ganhar o MTV Movie Awards 2006 de Melhor Revelação. Mais tarde atuaria com Chris Evans e Jessica Biel no drama London, onde desempenharia o papel de Kate. Ainda em 2006, estrelaria a comédia O Prazer da Sua Companhia ao lado de Jason Biggs, que viria a ter críticas negativas. Em 2007, ela apareceu em The Lookout, um filme de suspense co-estrelado por Joseph Gordon-Levitt e Matthew Goode, e Loucos Sobre Rodas, ao lado de Andy Samberg. Ela estava programada para aparecer em The Simpsons Movie, apesar de sua aparência não servir para a ultima versão. 
Em 2008, ela estrelou a comédia romântica Três Vezes Amor com Ryan Reynolds, Elizabeth Banks, Rachel Weisz, e Abigail Breslin. No mesmo ano, ainda dublou a personagem Dr. Mary Lou LaRue, na animação  Horton e o Mundo dos Quem, protagonizado por Jim Carrey. Em 2009 alcançaria o sucesso ao interpretar em seu primeiro protagonismo a adaptação para o cinema do livro Os Delírios de Consumo de Becky Bloom, Rebecca Bloomwood, onde contracenaria com o ator britânico Hugh Dancy. Mesmo o longa recebendo críticas geralmente negativas, o arrecadou em sua bilheteria mundial  $106,904,619, além de receber uma indicação ao Teen Choice Award na categoria de Choice Movie: Romance, perdendo para Crepúsculo, além de Fisher também ser indicada na categoria de Choice Movie Actress: Comedy, perdendo para a atriz Anne Hathaway pelo filme Noivas em Guerra.
Em 2010 estrelou a comédia britânica Burke & Hare, protagonizada por Simon Pegg e Andy Serkis, que não teve uma boa crítica. Mais tarde, em 2011 dublou a personagem Feijoca na animação Rango de Gore Verbinski. O filme protagonizado pelo camaleão Rango, dublado pelo ator Johnny Depp, foi um sucesso de crítica e de público, além de arrecadar em sua bilheteria pouco mais de 245 milhões de dólares, recebeu uma indicação ao Óscar na categoria de Melhor Filme de Animação, vencendo. Por seu trabalho no filme, Isla Fisher recebeu o prêmio de Best Animated Female da Alliance of Women Film Journalists. Além de Fisher e Depp, o elenco do filme conta também com Abigail Breslin, Bill Nighy, Alfred Molina, Harry Dean Stanton, Ray Winstone, Timothy Olyphant, Stephen Root e Ned Beatty. Em outra função voz-over, Isla Fisher dublou Tooth (a Fada do Dente) na animação A Origem dos Guardiões em 2012. Ainda no mesmo ano, contracenou com Kirsten Dunst, Rebel Wilson e Lizzy Caplan na comédia Quatro Amigas e um Casamento.

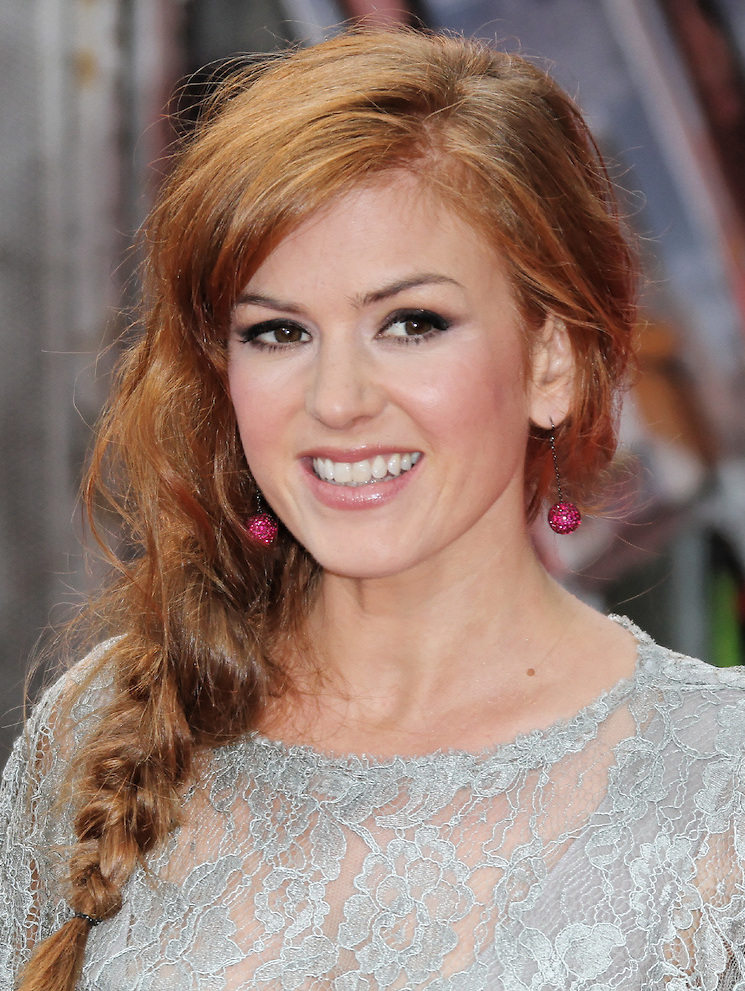
Fisher na estreia do filme O Ditador em Londres (2012)

No ano de 2013, Isla Fisher estrelou dois filmes de grande sucesso, o primeiro O Grande Gatsby do cineasta Baz Luhrmann, onde interpretou Myrtle Wilson, ao lado de atores como Leonardo DiCaprio, Tobey Maguire, Carey Mulligan e Joel Edgerton. O filme australiano arrecadou em sua bilheteria mundial mais de 353 milhões de dólares, e foi indicado em 2 categorias do Óscar, vencendo nas duas. Pelo filme, Isla Fisher foi indicada ao AACTA Awards na categoria de Melhor Atriz Coadjuvante. O segundo filme lançado Now You See Me, onde interpretou Henley Reeves contracenando com Mark Ruffalo, Jesse Eisenberg e Woody Harrelson, além de os veteranos Michael Caine e Morgan Freeman. Ainda em 2013, Fisher interpretar Rebel Alley em alguns episódios da 3ª temporada do seriado Arrested Development.
Em 2015 estrelou o thriller sobrenatural A Última Premonição como Eveleigh Maddox, co-estrelando com Anson Mount. No filme em questão, no qual sua personagem estava grávida, a atriz Isla Fisher estava realmente grávida de seu 3º filho, enquanto filmava o filme. 
No ano de 2016, estrelou em 3 filmes: a comédia britânica "Grimsby", protagonizada por seu marido o ator britânico Sacha Baron Cohen e o ator Mark Strong. No longa, Isla interpretou a agente da MI6, Jodie Figgs. Na comédia Keeping Up with the Joneses do cineasta Greg Mottola, Zach Galifianakis e Isla Fisher vivem Jeff e Karen Gaffney, um típico casal suburbano que descobrem que seus novos vizinhos, os Jones, interpretados pelos atores Jon Hamm e Gal Gadot. Fisher e Gadot ganharam repercussão no filme, ao protagonizarem uma cena de beijo. No thriller psicológico Animais Noturnos, Isla interpretou Laura Hastings, personagem do livro escrito por Edward Sheffield vivido por Jake Gyllenhaal, que ele mandou para sua ex-esposa Susan Morrow interpretada pela atriz Amy Adams.
Ainda no ano de 2016, Isla Fisher publicou o primeiro livro da série literária infantil de sua autoria Marge in Charge, pela editora HarperCollins.
Em 2018, estrelou ao lado de Ed Helms, Jake Johnson, Hannibal Buress, Jon Hamm e Jeremy Renner na comédia "Tag", do cineasta Jeff Tomsic em sua primeira experiência como diretor.

## Vida pessoal
Fisher conheceu o comediante Sacha Baron Cohen, em 2002, em uma festa em Sydney, na Austrália. Eles ficaram noivos em 2004, e casaram em 15 de Março de 2010, em Paris, na França. O casal tem três filhos: Olive (nascida em 17 de outubro de 2007), Elula Lottie Miriam (nascida em agosto 2010) e Montgomery Moses Brian (nascido em 17 de março de 2015).
Antes de casar com Baron Cohen, Isla converteu-se ao judaísmo, dizendo: "Eu definitivamente terei um casamento judaico, para estar com Sacha eu faria qualquer coisa - como mudar de religião. Estar unida em matrimônio com ele e ter um futuro juntos, e a religião vem em segundo lugar para o amor, e não estamos preocupados". Ela completou sua conversão no início de 2007, após três anos de estudo.
Fisher disse que a sua "sensibilidade é australiana", e que ela tem uma "atitude descontraída à vida", que ela se sente "muito australiana". Sua mãe e os irmãos vivem em Atenas, na Grécia, enquanto seu pai divide o seu tempo entre Frankfurt, na Alemanha e a Nicarágua.
Fisher e Sacha anunciaram o divórcio em Abril de 2024.

## Filmografia

### Cinema
| Ano  | Título Original               | Título (Brasil)                       | Papel                          |
| ---- | ----------------------------- | ------------------------------------- | ------------------------------ |
| 2001 | The Pool                      | Um Grito Embaixo D'Água               |                                |
| 2002 | Scooby-Doo                    | Scooby-Doo                            | Mary Jane                      |
| 2004 | I Heart Huckabees             | Huckabees - A Vida É uma Comédia      | Heather                        |
| 2005 | Wedding Crashers              | Penetras Bons de Bico                 | Gloria Cleary                  |
| 2005 | London                        | London                                | Rebecca                        |
| 2006 | Wedding Daze                  | O Prazer da Sua Companhia             | Katie                          |
| 2007 | The Lookout                   | O Vigia                               | Luvlee Lemons                  |
| 2007 | Hot Rod                       | Loucos Sobre Rodas                    | Denise                         |
| 2008 | Horton Hears a Who!           | Horton e o Mundo dos Quem             | Dr. Mary Lou Larue (voz)       |
| 2008 | Definitely, Maybe             | Três Vezes Amor                       | April Hoffman                  |
| 2009 | Confessions of Shopaholic     | Os Delírios de Consumo de Becky Bloom | Rebecca Bloomwood              |
| 2010 | Burke & Hare                  | Burke & Hare                          | Ginny Hawkins                  |
| 2011 | Rango                         | Rango                                 | Beans / Feijão / Feijoca (voz) |
| 2012 | Bachelorette                  | Quatro Amigas e um Casamento          | Katie                          |
| 2012 | Rise of the Guardians         | A Origem dos Guardiões                | Tooth (Fada dos dentes)        |
| 2013 | The Great Gatsby              | O Grande Gatsby                       | Myrtle Wilson                  |
| 2013 | Now You See Me                | Truque de Mestre                      | Henley Reeves                  |
| 2013 | Life Of Crime                 | Sem Direito a Resgate                 | Melanie                        |
| 2015 | Visions                       | A Última Premonição                   | Julia                          |
| 2016 | Keeping Up with the Joneses   | Vizinhos Nada Secretos                | Karen Gaffney                  |
| 2016 | Nocturnal Animals             | Animais Noturnos                      | Laura Hastings                 |
| 2018 | Tag                           | Te Peguei!                            | Anna Malloy                    |
| 2019 | The Beach Bum                 |                                       | Minnie                         |
| 2019 | Greed                         |                                       | Samantha                       |
| 2020 | Blithe Spirit                 |                                       | Ruth Condomine                 |
| 2023 | Strays                        |                                       |                                |
| 2025 | Now You See Me: Now You Don't | Henley Reeves                         | Pós-produção                   |